# Chó săn lội nước Bồ Đào Nha
Chó săn lội nước Bồ Đào Nha là một giống chó làm việc được phân loại bởi Câu lạc bộ Chăm sóc Chó Hoa Kỳ. Giống chó này ban đầu đến từ vùng Algarve của Bồ Đào Nha, từ đó loài được mở rộng đến khắp bờ biển của Bồ Đào Nha, nơi chúng được dạy dẫn dụ cá vào lưới của ngư dân, lấy lưới bị mất hoặc bị rách và vai trò vận chuyển từ tàu sang tàu, hoặc từ tàu gửi lên bờ. Chó nước Bồ Đào Nha cưỡi trên những con tàu đánh cá khi họ làm việc theo cách của họ từ vùng biển Đại Tây Dương của Bồ Đào Nha đến các vùng biển ngoài khơi bờ biển Iceland, nơi có các hạm đội bắt cá tuyết.
Chó săn lội nước Bồ Đào Nha là một giống chó khá hiếm; chỉ có 36 con chó giống này tham gia cuộc thi Crufts của Anh vào năm 2013. Mặc dù một số nhà lai tạo cho rằng chúng là một giống chó không gây dị ứng, không có bằng chứng khoa học nào để ủng hộ cho tuyên bố rằng các giống chó không gây dị ứng tồn tại. Chất lượng trong vấn đề không rụng lông của giống chó này đã làm cho chúng trở nên phổ biến hơn trong những năm gần đây. Chó săn lội nước Bồ Đào Nha gần đây đã trở nên nổi tiếng hơn bằng cách trở thành giống chó được chọn của Tổng thống Mỹ Barack Obama, người có hai con chó giống này, tên Bo và Sunny. Gia đình Obama đã chọn Sunny với bản chất tương đối không gây dị ứng, trong khi Bo được tặng cho họ bởi Thượng nghị sĩ Ted Kennedy.